# Тапија (Тимиш)
Тапија (рум. Tapia) насеље је у Румунији у округу Тимиш у општини Лугож. Oпштина се налази на надморској висини од 136 m.

## Прошлост
По "Румунској енциклопедији" место "Армадија" се помиње 1493. године. Када је 1717. године извршен попис ту је записано само седам кућа. 
Аустријски царски ревизор Ерлер је 1774. године констатовао да место припада округу и дистрикту Лугож. Становништво је било претежно влашко.

## Становништво
Према подацима из 2002. године у насељу је живело 357 становника.

### Попис2002.
| Расподела становништва по националности 2002.‍ | Расподела становништва по националности 2002.‍ | Расподела становништва по националности 2002.‍ | Расподела становништва по националности 2002.‍ | Расподела становништва по националности 2002.‍ |
| --------------------------------------------- | --------------------------------------------- | --------------------------------------------- | --------------------------------------------- | --------------------------------------------- |
|                                               |                                               |                                               |                                               |                                               |
| Румуни                                        | Румуни                                        |                                               | 346                                           | 98,0%                                         |
| Мађари                                        | Мађари                                        |                                               | 7                                             | 2,0%                                          |